# 猿田神社
猿田神社（さるたじんじゃ）は、千葉県銚子市猿田町にある神社。古くから八方除けなどで信仰されている。猿田彦大神・天鈿女命・菊理媛命を主祭神とする。

## 由緒
社伝によれば、垂仁天皇25年11月25日の創建とされ、神功皇后の御世に生田神社の摂社になったという。大同2年（807年）に社殿を造営、康平年間（1058年 - 1065年）には源頼義が神田を寄進した。鎌倉時代以降も武家の信仰が篤く、源頼朝も寄進したと伝えられ、足利晴氏は金印を奉納をし当時のものという印が現存する。
永禄9年（1566年）海上氏と安房正木氏との合戦で社殿を焼失、元亀年間に再建するも天正元年（1573年）に再び焼失、翌天正2年（1574年）に再建し、現本殿は延宝8年（1680年）に改築されたものである。なお、天正19年（1591年）には徳川家康も朱印地30石を寄進した。
庚申の年（60年ごと）に式年大祭神幸祭がある。

## 文化財
- 猿田神社本殿附棟札1枚（千葉県指定有形文化財）
- 猿田神社の森（千葉県指定天然記念物）

## 交通
- 総武本線猿田駅下車徒歩5分
- 国道126号旭市網戸または国道356号銚子市野尻町より、千葉県道71号銚子旭線

## その他
- 参道に先神橋というJR総武本線をまたぐ橋がある。これは、1897年（明治30年）総武鉄道が銚子まで開通したときに参道を分断してしまうことになったため鉄道会社により造られたものである。
- 神仏習合の名残で、仏滅（六曜#仏滅）の日は社務所が休みとなる。